# Phú Xuân, Nhà Bè
Phú Xuân là một xã và là huyện lỵ của huyện Nhà Bè, Thành phố Hồ Chí Minh, Việt Nam.

## Địa lý
Xã Phú Xuân nằm ở trung tâm huyện Nhà Bè, có vị trí địa lý:
- Phía đông giáp tỉnh Đồng Nai với ranh giới là sông Soài Rạp
- Phía tây giáp các xã Nhơn Đức và Phước Kiển
- Phía nam giáp huyện Cần Giờ (qua sông Soài Rạp) và xã Long Thới
- Phía bắc giáp thị trấn Nhà Bè.

Xã có diện tích 10,00 km², dân số năm 2021 là 36.116 người,  mật độ dân số đạt 3.611 người/km².
Hiện nay, xã Phú Xuân là nơi đặt trung tâm hành chính huyện Nhà Bè.

## Lịch sử
Ngày 17 tháng 7 năm 1986, Hội đồng Bộ trưởng ban hành Quyết định 87-HĐBT. Theo đó, thành lập thị trấn Nhà Bè, thị trấn huyện lỵ huyện Nhà Bè trên cơ sở 430 ha diện tích tự nhiên và 5.001 người của xã Phú Mỹ, 423 ha diện tích tự nhiên và 10.948 người của xã Phú Xuân.
Sau khi điều chỉnh địa giới hành chính, xã Phú Xuân còn lại 1.156 ha diện tích tự nhiên và 10.615 người.
Ngày 6 tháng 1 năm 1997, một phần diện tích và dân số của huyện Nhà Bè (gồm 5 xã: Phú Mỹ, Tân Quy Đông, Tân Quy Tây, Tân Thuận Đông, Tân Thuận Tây và một phần thị trấn Nhà Bè) được tách ra để thành lập Quận 7. Huyện lỵ mới của huyện Nhà Bè dời về xã Phú Xuân như hiện nay.